# Kazuo Okamura
George Kazuo Okamura (Okamura Kazuo) (11 tháng 10 năm 1911 - 19 tháng 12 năm 1973) là một đô vật chuyên nghiệp người Mỹ gốc Nhật. Được biết đến nhiều hơn với cái tên võ đài The Great Togo, ông là một trong những nhân vật phản diện người Mỹ gốc Nhật đầu tiên trước Thế chiến II.

## Sự nghiệp
Kazuo Okamura sinh ra có cha mẹ là người Nhật sinh sống ở Mỹ, dù vậy có giả thiết cho rằng ông là người Hàn Quốc hoặc Trung Quốc. Ông học triết học tại Đại học Oregon trước khi bắt đầu sự nghiệp đấu vật chuyên nghiệp.
Ông ra mắt môn đấu vật chuyên nghiệp năm 1949. Giống như nhiều đô vật gốc Nhật lúc đó, ông áp dụng mánh lới phản diện nước ngoài và sử dụng tên võ đài ảnh hưởng từ phương Đông, The Great Togo. Ông tự ca ngợi minh là một võ sĩ với kỹ năng karate, thường cầu nguyện trước một bàn thờ Phật nhỏ trước các trận đấu của mình, và được người hầu Nhật tên Hata hỗ trợ thắp hương. Ông trở thành một trong những nhân vật phản diện bị ghét nhất trên võ đài, cũng như một trong những đô vật đáng sợ nhất. Dù có kỹ thuật điêu luyện nhưng các trận đấu của ông thường kết thúc với tỉ số cách biệt để đối thủ đỡ mất thể diện.
Trong những năm 1950, ông bắt đầu một mối thù lâu dài và nóng bỏng với Argentine Rocca. Sau đó, ông đã giới thiệu mình là anh trai hợp pháp của Tosh Togo, người trở thành đồng đội quen thuộc của ông. Đội của họ mở rộng cùng nhiều thành viên gia đình Nhật hơn như Mas Togo (người sáng lập Kyokushin karate Mas Oyama) và Ko Endo (judoka Kokichi Endo).
Những năm 50 và 60, ông đóng vai trò quản lý của Rikidozan ở khu vực Pacific Coast.
Sau khi nghỉ hưu, ông cùng vợ chuyển tới Los Angeles, nơi ông mất năm 1973 do ung thư dạ dày.

## Chức vô địch và danh hiệu
- Maple Leaf Wrestling
  - NWA Canadian Open Tag Team Championship (1 lần) - với Tosh Togo
- NWA Hollywood Wrestling
  - NWA International Television Tag Team Championship (1 lần) - với Tosh Togo

## Diễn xuất
- The Delicate Delinquent trong vai The Great Togo.